# Archlord
Archlord was een 3D Fantasy MMORPG gemaakt door NHN Games, en Codemasters Online Gaming (COG). Het spel was vrijgegeven in maart 2005 in Korea, en in oktober 2006 in Noord-Amerika en Europa. In augustus 2007 werd Archlord gratis om te spelen, tegelijkertijd met de verschijning van hun eerste "uitbreiding" Season of Siege. De tweede uitbreiding, Spirits Awakening, verscheen in augustus 2008. In 2009 werd bekend dat Codemasters de rechten verloor om Archlord voort draaiende te houden in Noord-Amerika en Europa. Webzen nam deze service over.

## Gameplay
Archlord gebruikt een zogenaamd crafting-systeem, waarmee spelers hun items kunnen upgraden op vele unieke manieren. Ook kunnen spelers verslagen monsters, carven, skinnen en ransacken. De materialen die ze daarmee ontvangen kunnen ze gebruiken bij het koken, en bij alchemie. Met Alchemie kun je metamorfosedrankjes maken waarmee spelers in een monster kunnen veranderen, en met de Kook skill kunnen ze eten maken die hun levens bijvult en die ze bonussen geeft.
Er is een geavanceerd marktsysteem in het spel, om het ruilen tussen de spelers gemakkelijker te maken.
Een van de features van Archlord is de mogelijkheid om zelf de Archlord te worden. De grote heerser in de wereld. Één Archlord kan bestaan op elk van de vier servers (Brumhart, Cyripus, Gaiahon en Evengarda), waar ze "regeren" voor vier weken. Daarna worden ze aangevallen door andere spelers, die dan Archlord worden. De Archlord heeft toegang tot een kasteel, hij heeft een draak en controle over het weer.

## Verhaal
Archlord speelt zich af op het continent van Chantra, en heeft vier speelbare rassen; Orcs, Humans, Moon Elves en Dragonscions. Orcs (Trollen) beginnen hun quests in Golundo, Humans (Mensen) in Anchorville, Moon Elves (Maanelfen) in Norine en Dragonscions in Cien.
Orcs, Humans en Moon Elves hebben toegang tot drie verschillende classes. Dragonscions hebben er 4, maar deze wordt niet gekozen bij het maken van het karakter.
Humans kunnen Archers (Boogschutters), Knights (Ridders) en Mages (Magiërs) worden.
Orcs kunnen Berserkers, Sorcerers (Magiërs) en Hunters (Jagers) worden.
Moon Elves kunnen Rangers (Boogschutsters) en Elementalists (Magiërs) of sinds kort ook degens Swash Buckler (Zwaardvechtsters).
Dragonscions kunnen Slayers (Moordenaars), Scions (Telgen), Orbiters (Satellieten) en Sumonners (Dagvaarders). Deze laatste class is geen persoon (zoals alle andere) maar een mythologisch wezen, een draak.

## Beoordeling
Archlord kreeg veel negatieve commentaar. GameSpot bekritiseerde het spelverloop, de blurry graphics, de muziek, rare quests en het craftingsysteem en het oneindig gevecht om Player Versus Player (PvP) te krijgen. Het enige positieve vonden ze Archlords bekende role-playing gameplay van "kill, loot, buy stuff". Hun uiteindelijke rating was "Verschrikkelijk" van 2,7 uit 10.